# Letiště Seinäjoki
Letiště Seinäjoki (finsky Seinäjoen lentoasema) je letiště ve finském Ilmajoki s kódem IATA SJY a kódem ICAO EFSI). Od města Seinäjoki je vzdáleno 11 km jižním směrem. Provozovatelem letiště je společnost Rengonharju-säätiö .

## Vzletová a přistávací dráha
Vzletová a přistávací dráha má asfaltový povrch; je 2 000 metrů dlouhá (prodloužena v roce 2007) a 45 metrů široká.

## Letecká spojení
Společnost Flybe Nordic zajišťuje z letiště Seinäjoki několik letů do Helsinek denně. Délka letu je 40 minut.